# قائمة حكام هولندا
قائمة حكام هولندا لم يكن لهولندا، أو البلدان المنخفضة حدود محددة بوضوح إلا بعد عام 1500، ولا تزال الدول المجاورة تحمل سمات مشتركة، وخضعت لنفس التطور الذي أدى في النهاية إلى الفصل بينهم، وأوجه التشابه الاجتماعية والاقتصادية والسياسية واضحة في معظم أنحاء المنطقة الناشئة من العصور الوسطى الذهبية، عندما أصبحت منطقة دلتا الراين - الماس - سخيلده مركزاً مهماً للتجارة، وبجانب شمال إيطاليا أصبحت البلدان المنخفضة المنطقة الأكثر تحضراً وازدهاراً في أوروبا.
وقد أظهر نظامها السياسي في وقت مبكر نسبياً درجة من الحكومة التمثيلية التي كانت تختلف عن الترتيبات الأكثر إقطاعية في أغلب دول أوروبا، أما دولياً فاستخدمت المنطقة كوسيط أو عازل للقوى الكبرى المحيطة بها وفرنسا وإنجلترا وألمانيا.

## قادة فريسي، بلجيا، كنانيفيتاس وباتافي (قبل 400)
توفر القليل المعروف عن فريسي في بعض كتابات الرومان، والتي كانت حدود مقاطعتهم جرمانيا الصغرى تشترك في الحدود مع فريسي. وقد كانت فريسي تنتخب المشايخ الذين حكموا بضرب المثال وليس بتولي السلطة. وهناك ملكين: مالوريكس وفريتوس، زارا روما القديمة لمقابلة نيرون. وكان يحد فريسي من الجنوب القبائل الجرمانية التي عاشت على الأراضي الرومانية، والتي التحمت فيما بعد في اتحاد فرنكي في القرن الثالث الميلادي مثل قبيلتي باتافي وكنانيفيتاس. ويذكر تاسيتس أن جايوس يوليوس سفيلايس كان زعيم للباتافيا، وأن برينو كان زعيم كنانيفيتاس. وقد هُجِرت الأراضي الساحلية لفريسي، والرومان، وباتافيا وكنانيفيتاس حوالي عام 400 بسبب الفيضانات الناجمة عن عدوان البحر وظلت فارغة لمدة قرن.
وكان الساليون (الفرنجة الساليون) أحد الشعوب التي وضعت الأساس للثقافة والمجتمع واللغة الهولندية المبكرة (سواء الواقعة في الشمال والجنوب) منذ سقوط الإمبراطورية الرومانية. بعد استقرارهم داخل الأراضي الرومانية لأول مرة في جرمانيا الصغرى وبعد ذلك في بلجيكا الغالية، قاموا بتطوير أنفسهم إلى مجتمع منظم، الذي طور الزراعة في المناطق التي أصبحت قليلة السكان. وقد كان ميروفيوس (توفى 453 /457) وشيلديريك الأول (حوالي 440 - 481/ 482) مشايخ الساليين قبل أن يوحد كلوفيس الأول (حوالي 466 - حوالي 511) جميع قبائل الفرنجة تحت حاكم واحد. ومتخذاً الإمبراطورية الرومانية كمثال فقد قام باستبدال شكل القيادة من مجموعة مشايخ ملكية إلى ملك واحد. ونقل ساحته من تورناي في الوقت الحاضر بلجيكا، إلى باريس، وأنشأ إمبراطورية الفرنجة.
 لجميع ملوك الفرنجة، انظر: قائمة ملوك الفرنجة 

## ملوك فريزيا (600–775)
بعد عصر الهجرات ظهرت المملكة الفريزية حوالي عام 600، شمال مملكة الفرنجة. وقد تألف الفريزيون من قبائل غير مترابطة، ولم يكونوا نفس فريسيو العصر الروماني. وقد وصلت الملكية الفريزية تحت إمرة الملك رادبود إلى أقصى تطور جغرافي لها، محتلة معظم المنطقة التي هي الآن هولندا وساحل شمال ألمانيا. وفي عام 722 وقعت الأراضي الفريزية غرب فلي (ما هو الآن مقاطعة هولندا، أوترخت وزيلند في أيدي الفرنجة. وفي عام 734، في معركة بورن، ومنطقة غرب لاورز (في الوقت الحاضر فرايزلاند) أسفرت عن فوز الفرنكيين ونهاية المملكة الفريزية. وفقط ظل الفريزيون مستقلين في شرق لاورز (خرونينغن وشرق فريزيا). وفي عام 772 فقدوا استقلالهم.
| الاسم                           | العمر | بداية الحكم | نهاية الحكم | ملاحظات                        | العائلة | الصورة |
| ------------------------------- | ----- | ----------- | ----------- | ------------------------------ | ------- | ------ |
| فن فولكفالدينج                  |       | حوالي 500   |             | أمير شبه أسطوري لماجنا فريزيا  |         |        |
| أدولف - أدولف                   |       | حوالي 600   | 627         | معروف من العملات               |         |        |
| ألدخيسل - أدالخيس - Aldegisel I |       | 678 / 650   |             |                                |         |        |
| رادبود                          |       | 679/89      | 718/19      | ابن ألدخيسل                    |         |        |
| بوبو - بوبو، بوبا               |       | 719         | 734         | ابن رادبود، آخر ملوك الفريزيين |         |        |

## كونتات فريزيا (775–885)
في عام 775 جعل شارلمان الأعظم فريزيا رسمياً جزءاً من إمبراطورية الفرنجة. وانتهت الحروب مع الانتفاضة الأخيرة للفريزيين عام 793 وتهدئة الأوضاع معهم، تم تعيين كونتات من قبل الحكام الفرنجة. ومع ذلك داهم الفايكنج الدنماركيون فريزيا في نهاية القرن التاسع، وأنشأوا الحكم الفايكي. وبعد تقسيم مملكة الفرنجة إلى غرب وشرق فرانسيا اكتسبت فريزيا مزيداً من الحكم الذاتي.
انظر أيضاً:
- فرانسيا الوسطى (843– 855)
- قائمة حكام لورين
- لورين المنخفضة (959– 1190)

| الاسم                                         | العمر | بداية الحكم | نهاية الحكم | ملاحظات                                                      | العائلة    | الصورة                              |
| --------------------------------------------- | ----- | ----------- | ----------- | ------------------------------------------------------------ | ---------- | ----------------------------------- |
| ألفباد - أبا، بوبا                            |       | 749         | 775/786     | ربما ابن رادبود                                              | فريزيا     | Coat of arms in use centuries later |
| نورداله                                       |       | 786؟        | 806؟        | ابن ألفباد                                                   | فريزيا     | Coat of arms in use centuries later |
| ديريك                                         |       | 806؟        | 810؟        |                                                              | فريزيا     | Coat of arms in use centuries later |
| جودفري                                        |       | 807/08      | 839؟        | غازي                                                         | دانماركيون | Coat of arms in use centuries later |
| روريك                                         |       | حوالي 841   | حوالي 873   | ابن عم جودفري، غازي                                          | دانماركيون | Coat of arms in use centuries later |
| خيرولف الأول - خيرلوف الأكبر - Gerolf de Oude |       | قبل 839     | بعد 855     | ابن ديريك أو نورداله؟، رئيس مجلس الفريزيين بين فلي ونهر فيزر | فريزيا     | Coat of arms in use centuries later |

## كونتات هولندا وفريزيا الغربية (885– 1433)
في حين أن المملكة الفريزية ضمت معظم هولندا الحالية إلا أن مقاطعة فريزلند انكمشت كثيراً. ولم تعتبر غرب فريزيا في أوائل العصور الوسطى (فريزيا غرب فلي) جزءاً من فريزيا، وأصبحت تعرف باسم هولندا (الآن مقاطعات شمال وغرب هولندا، وزيلند). وكان فلوريس الثاني أول من أعاد صياغة لقبه من كونت غرب «فريزيا»، إلى كونت «هولندا».
لذا فإن اسم فريزيا في العصور الوسطى شمل فقط الوسط، والجزء الشرقي. وقد سكن الجزء الأوسط (المقابل للمقاطعة الهولندية فريسلاند في يومنا هذا) الفلاحون الأحرار الذين قاوموا بنجاح كل محاولات الإقطاعيين لإخضاعهم، وعلى رأسهم كونتات هولندا وأساقفة أوترخت. وفي الجزء الشرقي أنشأ الزعماء المحليون ولايات خاصة بهم (داخل الإمبراطورية الرومانية المقدسة) في أواخر العصور الوسطى، التي أصبحت دولة بعد عام 1446 وحتى 1744، وبعد ذلك تم إدراجها ضمن بروسيا وفي وقت لاحق ألمانيا.
وقد حكم كونتات غرب فريزيا محلياً باسم رئيس أساقفة أوترخت، لكن مع مرور الوقت جاء كونتات هولندا للسيطرة على أسقفية أوتريخت. وقد كان رئيس أساقفة أوتريخت يحكم المنطقة بالنيابة عن الإمبراطور الروماني المقدس، الذي شهد تقلص قوته بسبب النظام الإقطاعي.
حاول كونتات هولندا في كثير من الأحيان أن يزيدوا من رقعة أراضيهم ولكنهم باستثناء زيلند التي اكتسبوها خلال القرن ال14 لم يحققوا مكاسب أخرى دائمة. وبدلاً من ذلك أصبحت جزءاً من ممتلكات الأسر الحاكمة في العصور الوسطى، أولاً فيتلسباخ ثم فالوا وبعد ذلك هابسبورغ.
للحكام المحليين في الإقطاعيات الأخرى التي عززت في الأراضي المنخفضة البورغندية (1384–1482) انظر:
- كونتات الفلاندرز (862–1384)
- كونتات نامور (981–1429)
- دوقات ليمبورخ (1065–1430)
- كونتات هينو (1071–1432)
- دوقات برابنت (1085-1430)
- أساقفة أوترخت (1024–1456)
- كونتات ودوقات لوكسمبورغ (1059-1443)
- كونتات ودوقات خيلدرز (1096–1543)

| الاسم                                                                | العمر | بداية الحكم | نهاية الحكم | ملاحظات | العائلة     | الصورة                                                       |
| -------------------------------------------------------------------- | ----- | ----------- | ----------- | --- | ----------- | ------------------------------------------------------------ |
| خيرولف الثاني                                                        |       | حوالي 885   | 895/896     | ابن أو حفيد خيرولف الأول من فريزيا، أو خيرولف نفسه                                                                                         | كونت هولندا | Coat of arms of the Counts of Holland in use centuries later |
| ديريك الأول                                                          |       | 896         | حوالي 931   | ابن خيرولف؟ | كونت هولندا |                                                              |
| ديريك الأول بيس                                                      |       | حوالي 931   | 939         | ابن ديريك الأول، كونت فريزيا | كونت هولندا |                                                              |
| ديريك الثاني                                                         |       | 939         | 988         | ابن ديريك الأول بيس، كونت فريزيا | كونت هولندا |                                                              |
| أرنولف                                                               |       | 988         | 993         | ابن ديريك الثاني، كونت فريزيا | كونت هولندا |                                                              |
| ديريك الثالث - Hierosolymita (المَقْدِسي) - Dirk III de Jeruzalemganger |       | 993         | 1039        | ابن أرنولف، كونت فريزيا | كونت هولندا |                                                              |
| ديريك الرابع                                                         |       | 1039        | 1049        | ابن ديريك الثالث Hierosolymita، كونت فريزيا                                                                                                | كونت هولندا |                                                              |
| فلوريس الأول                                                         |       | 1049        | 1061        | أخ ديريك الرابع، حكام: خيرتروده (أرملة فلوريس الأول)، روبرت الفريزي (الزوج الثاني لخيرتروده) وخودفري الأحدب، دوق لورين السفلى، كونت فريزيا | كونت هولندا |                                                              |

| الاسم                                       | العمر | بداية الحكم | نهاية الحكم | ملاحظات | العائلة     | الصورة |
| ------------------------------------------- | ----- | ----------- | ----------- | --- | ----------- | ------ |
| ديريك الخامس - Dirk V                       |       | 1061        | 1091        | ابن فلوريس الأول، كونت فريزيا                                                                                       | كونت هولندا |        |
| فلوريس الثاني - البدين - Floris II de Dikke |       | 1091        | 1121        | ابن ديريك الخامس، أول كونت يسمى نفسه كونت 'هولندا'                                                                  | كونت هولندا |        |
| ديريك السادس - Dirk VI                      |       | 1121        | 1157        | ابن فلوريس الثاني                                                                                                   | كونت هولندا |        |
| فلوريس الثالث - Floris III                  |       | 1157        | 1190        | ابن ديريك السادس | كونت هولندا |        |
| ديريك السابع - Dirk VII                     |       | 1190        | 1203        | ابن فلوريس الثالث                                                                                                   | كونت هولندا |        |
| أدا - Ada                                   |       | 1203        | 1203        | ابنة ديريك السابع، حكمت سوياً مع لويس الأول، لم تنجب                                                                 | كونت هولندا |        |
| ويليام الأول - Willem I                     |       | 1203        | 1222        | ابن فلوريس الثالث                                                                                                   | كونت هولندا |        |
| فلوريس الرابع - Floris IV                   |       | 1222        | 1234        | ابن ويليام الأول | كونت هولندا |        |
| ويليام الثاني - Willem II                   |       | 1235        | 1256        | ابن فلوريس الرابع                                                                                                   | كونت هولندا |        |
| فلوريس الخامس - Floris V, der keerlen god   |       | 1256        | 1296        | ابن ويليام الثاني، فلوريس دي فوخد وصي وحارس على فلوريس الخامس (1256–1258)                                           | كونت هولندا |        |
| جان الأول - Jan I                           |       | 1296        | 1299        | ابن فلوريس الخامس، جون الثالث، لورد رينيسه وصي على جان الأول (1296-1299)، جون الثاني ورث البلاد بعد وفاة جون الأول. | كونت هولندا |        |

| الاسم                      | العمر | بداية الحكم | نهاية الحكم | ملاحظات                                                                                              | العائلة | الصورة |
| -------------------------- | ----- | ----------- | ----------- | --- | ------- | ------ |
| جان الثاني - Jan II        |       | 1299        | 1304        | ابن جان الأول من أفيسنيس                                                                             | أفيسنيس |        |
| ويليام الثالث - Willem III |       | 1304        | 1337        | ابن جان الثاني                                                                                       | أفيسنيس |        |
| فيليم الرابع - Willem IV   |       | 1337        | 1345        | ابن ويليام الثالث                                                                                    | أفيسنيس |        |
| مارغريت - Margaretha       |       | 1345        | 1354        | ابنة ويليام الثالث، المعروفة أيضاً باسم مارغريت الثانية من أفيسنيس، الكونتيسة مارجريت الثانية من هينو | أفيسنيس |        |

| الاسم                                            | العمر | بداية الحكم | نهاية الحكم | ملاحظات | العائلة  | الصورة |
| ------------------------------------------------ | ----- | ----------- | ----------- | --- | -------- | ------ |
| ويليام الخامس - Willem V, Willem van Beieren     |       | 1349        | 1389        | ابن مارغريت، يعرف أيضاً بالدوق ويليام الأول من بافاريا، الكونت ويليام من هينو، الكونت ويليام الرابع من زيلند                                                           | فيتلسباخ |        |
| ألبرت - Albrecht van Beieren                     |       | 1389        | 1404        | ابن مارغريت، كونت هولندا، هينو، وزيلند | فيتلسباخ |        |
| ويليام السادس - Willem VI, Willem van Oostervant |       | 1404        | 1417        | ابن مارجريت من بريخ، المعروف بدوق ويليام الثاني من بافاريا- ستراوبينج كونت ويليام الرابع من هينو، كونت ويليام الخامس من زيلند                                         | فيتلسباخ |        |
| جاكلين - Jacoba van Beieren                      |       | 1417        | 1433        | كونتيسة هولندا، زيلند وليمبورغ. دوقة معروفة أيضاً باسم جاكلين بافاريا-شتراوبينج. لا يوجد لها وريث،. وبزواج جاكلين بالإنجليزي هنري غلوستر انتقل اللقب إلى دوقات بورغندي | فيتلسباخ |        |

## كونتات الأراضي المنخفضة البورغندية والهابسبورجية (1433-1581)
اكتسب دوقات برغندي أراضي ممتدة تغطي معظم بلجيكا وهولندا العصر الحديث. ومن خلال إنشاء برلمان هولندا جعل فيليب الطيب السلطة مركزية، وبالتالي أرسى الأساس لهولندا كبلد واحد مع الاهتمام المشترك. وقد عين الدوقات البورغنديون - وفيما بعد ملوك هابسبورغ - حكام عوام (حاكم مكان أو نائب) في كل واحد من ولاياتها في هولندا. انظر: قائمة حكام عوام مقاطعات البلدان المنخفضة 
في القرن 16 أكمل كارل الخامس من أسبانيا هابسبورج عملية الدمج قبل أن يصبح الإقطاعي الوحيد: لورد هولندا (أو الأقاليم السبعة عشر). وفي هذا الاتحاد السياسي خدم الحكام العوام (ستاتهاودر) تحت إمرة الحاكم العام governor-general، حاداً من قوتهم وولاياتهم. انظر: قائمة حكام الأراضي المنخفضة الهابسبورجية
| الاسم                                       | العمر | بداية الحكم | نهاية الحكم | ملاحظات | العائلة        | الصورة |
| ------------------------------------------- | ----- | ----------- | ----------- | --- | -------------- | ------ |
| فيليب الأول - فيليب الطيب - Filips de Goede |       | 1433        | 1467        | يعرف أيضاً بفيليب الثاني من بوروجوندي                                                                           | دوقية بورغونيا |        |
| شارل الأول - شارل الجريء - Karel de Stoute  |       | 1467        | 1477        | معروف أيضاً باسم دوق بوروجوندي، برابانت، ليمبورغ، خيلدر ولوكسمبورغ، وكونت فلاندرز، هينو، هولندا، زيلاند، زوتفن. | دوقية بورغونيا |        |
| ماري - ماري الثرية - Maria de Rijke         |       | 1477        | 1482        | ابنة شارل الجريء                                                                                               | دوقية بورغونيا |        |

| الاسم                                          | العمر | بداية الحكم | نهاية الحكم | ملاحظات | العائلة  | الصورة |
| ---------------------------------------------- | ----- | ----------- | ----------- | --- | -------- | ------ |
| ماكسيمليان الأول - Maximiliaan van Oostenrijk  |       | 1482        | 1494        | يعرف أيضاً باسم إمبراطور روما المقدس | هابسبورغ |        |
| فيليب الثاني - فيليب الجميل - Filips de Schone |       | 1494        | 1506        | يعرف أيضاً بالملك فيليب الثاني، ابن ماكسيمليان الأول | هابسبورغ |        |
| شارل الثاني - Karel II                         |       | 1506        | 1555        | ابن فيليب الثاني، قدم لقب لورد هولندا، يعرف أيضاً اسم كارل الخامس، إمبراطور روماني مقدس والملك كارلوس الأول من أسبانيا، حكام عوام: ماكسيمليان الأول (1506 إلى 1515)، حكام عوام: ويليام دي كروي (1504-1507)، مارغريت (1507-1530) وماري من النمسا (1531-1555) | هابسبورغ |        |
| فيليب الثالث - Filips III                      |       | 1555        | 1581        | لورد هولندا، يعرف أيضاً بالملك فيليب الثاني ملك إسبانيا، ابن كارلوس الثاني ملك إسبانيا، حكام عوام: ايمانويل فيليبير (1555-1559) ومارغريت هابسبورغ (دوقة بارما) (1559-1567)                                                                                  | هابسبورغ |        |

## الأراضي المنخفضة السبعة المتحدة (1581-1795)
نتيجة لمركزية السلطة السياسية في إسبانيا هابسبورغ فقد انفصلت السبع مقاطعات الشمالية في جمهورية هولندا: خرونينجن، فريزيا، أوفرآيسل، خيلدرز، أوتريخت، هولندا وزيلاند. واحتفظوا بأجزاء من ليمبورخ، برابنت وفلاندرز أثناء وبعد حرب الثمانين عاماً كأراضي عمومية.
وقد أعطيت السيطرة العسكرية للحاكم العام الذي نظرياً كان ينتخب من قبل برلمان جمهورية هولندا المستقلة الآن. وقد كانت الوظيفة وراثية فعلياً في هولندا وزيلاند، وكان يتقلدها أمير أورانيا. وكانت فريزيا وخرونينجن مستمدة من فرع جانبي من عائلة أوراني - ناساو، لكن كان لها حاكماً عاماً مختلفاً، حتى عام 1711. وشهدت القرون التالية الجمهورية يتم حكمها مشاركة مع المتقاعدين الكبار من البرلمان والحكام العوام، مع الصراع المستمر على السلطة بين الوظيفيتين.
 انظر أيضاً قائمة المتقاعدين العظام 
وأعيد جنوب هولندا (أرتواز، فلاندرز، برابنت، نامور، هينو ولوكسمبورغ) لحكم إسبانيا هابسبورج. وأصبحت تعرف باسم الأراضي المنخفضة الأسبانية، وبعد حرب الخلافة الإسبانية أصبحت الأراضي المنخفضة النمساوية.
 لحكام هولندا الجنوبية بعد انفصال المقاطعات الشمالية، انظر: قائمة حكام الأراضي المنخفضة الهابسبورجية 

## حكام أثناء الفترة الفرنسية (1795–1813)
تطور نظام الحكم شمالي هولندا إلى نظام وراثي، مع زيادة قوة منصب الحاكم العام. وقد سعى الوطنيون الهولنديون إلى شكل أكثر ديمقراطية للحكومة، وبمساعدة فرنسية تم إعلان الجمهورية الباتافية (1795-1806). وفي عام 1806 انقلب نابليون بونابرت على الجمهورية الباتافية، وأنشأ عميل المملكة الهولندية مع أخيه كملك (1806-1810). وتم ضم هولندا لاحقاً إلى الإمبراطورية الفرنسية الأولى (1810-1813). وتم نفى الحاكم العام فيليم الخامس أمير أورانيا. في الأراضي المنخفضة الجنوبية (الأراضي المنخفضة النمساوية) بما في ذلك أسقفية أمير لياج ضمت في الجمهورية الفرنسية الأولى (1795-1804) والإمبراطورية الفرنسية الأولى (1804-1815).
| الاسم                                    | العمر                                               | بداية الحكم                 | نهاية الحكم                 | ملاحظات                                                                                | العائلة | الصورة              |
| ---------------------------------------- | --------------------------------------------------- | --------------------------- | --------------------------- | -------------------------------------------------------------------------------------- | ------- | ------------------- |
| لويس الأول - الطيب - Lodewijk I de Goede | 2 سبتمبر 1778 – 25 يوليو 1846 (عن عمر ناهز 67 عاماً) | 5 يونيو 1806 (تأسيس المنصب) | 1 يوليو 1810                | أعاد نابليون الأول تشكيل هولندا إلى المملكة الهولندية، واضعاً أخاه لويس الأول على العرش | بونابرت | Louis I of Holland  |
| لويس الثاني - Lodewijk II                | 11 أكتوبر 1804 – 17 مارس 1831 (عن عمر ناهز 26 عاماً) | 1 يوليو 1810                | 9 يوليو 1810 (إلغاء المنصب) | ابن لويس الأول                                                                         | بونابرت | Louis II of Holland |

## ملوك هولندا (1813– حتى الآن)
بعد انهيار الإمبراطورية الفرنسية الأولى، تم عرض التاج على الأمير السيادي فيلم الأول، ابن الحاكم العام (ستاتهاودر) فيليم الخامس. وفي مؤتمر فيينا تم لم شمل هولندا الشمالية مع هولندا الجنوبية في مملكة الأراضي المنخفضة المتحدة، وأصبح فيليم ملكاً عليها. وقد كان للملوك المعينون أصلاً صلاحيات واسعة. وقد حولت الإصلاحات الدستورية في عام 1848 هولندا إلى ملكية دستورية تحت حكم القانون، منهية الحكم الفعلي للملوك. وقد استمرت الملكية في ظل سيادة القانون حتى الآن انظر: قائمة ملوك هولندا.
وأدت الثورة البلجيكية إلى انفصال الجزء الجنوبي إلى مملكة بلجيكا. انظر: قائمة ملوك بلجيكا
وبقي الجزء الغير ناطق بالفرنسية بلوكسمبورج في اتحاد شخصي مع هولندا حتى موت فيلم الثالث ملك هولندا، ولم يتبق سوى ابنته فيلهيلمينا وريثاً. ولم تكن لوكسمبورغ تسمح بوراثة التاج إلا للذكور فقط، وبالتالي تم كسر الاتحاد الشخصي. انظر: قائمة حكام لوكسمبورغ.
| الاسم                   | العمر                                              | بداية الحكم   | نهاية الحكم    | ملاحظات | العائلة              | الصورة                        |
| ----------------------- | -------------------------------------------------- | ------------- | -------------- | --- | -------------------- | ----------------------------- |
| فيلم الثاني - Willem II | 6 ديسمبر 1792 – 17 مارس 1849 (عن عمر ناهز 56 عاماً) | 7 أكتوبر 1840 | 11 أكتوبر 1848 | ابن فيليم الأول المعروف أيضاً بالدوق الأعظم للوكسمبورخ. إصلاحات دستورية حولت هولندا إلى ملكية دستورية تحت حكم القانون في عام 1848 - وبقي فيليم ملكاً حتى وفاته 17 مارس 1849. | عائلة أوراني - ناساو | William II of the Netherlands |